# 1470-ті

## Події
- 1467—1477 — Смута Онін в Японії
- Закінчено будівництво Церкви Сан-Джоббе у Венеції
- 1474—1477 — Бургундські війни
- Війна за кастильську спадщину